# Gambit Grosvenora
Gambit Grosvenora (Grosvenor gambit, Grosvenor Coup) to w brydżu zagranie psychologiczne w którym jeden z graczy daje przeciwnikowi szansę na zdobycie jednej lub więcej lew grając w sposób całkowicie nielogiczny i niepoprawny, przeciwnik dostaje teoretyczną szansę zdobycia lewy (lew) ale aby je zdobyć sam musiałby zagrać nielogicznie i niepoprawnie zakładając celowy błąd.  Ponieważ takie zachowanie byłoby nielogiczne, gracz przeciwko któremu użyto tego manewru zazwyczaj wykonuje teoretycznie prawidłowe zagrania tracąc w ten sposób zaoferowaną mu możliwość "niemożliwych" do wzięcia lew.  Ostateczny wynik rozdania nie ulega zmianie ale celem gambitu nie jest uzyskanie dodatkowych lew ale celowe zirytowanie i zdenerwowanie przeciwnika z nadzieją na wyprowadzenie go z równowagi co może doprowadzić do utraty koncentracji w następnych rozdaniach granych przeciwko tak "nabranemu" przeciwnikowi.  Gambit może być użyty zarówno przez rozgrywającego jak i przez jednego z obrońców.
Zagranie to zostało po raz pierwsze opisana przez Fredericka Turnera w miesięczniku brydżowym The Bridge World w czerwcu 1973.  Artykuł opisuje fikcyjnego gracza Philipa Grosvenora, która przypadkowo odkrywa ten gambit, a po jego odkryciu zaczyna go używać przy każdej możliwej okazji niezmiernie irytując w ten sposób swoich przeciwników.  Tragicznie dla Grosvenora, został on pobity na śmierć przez nieznanych sprawców po jednym z turniejów brydżowych, przed śmiercią złamano mu wszystkie palce.
Na temat gambitu pisał także w Bridge World w czerwcu 1973 Kit Woolsey.
|   |             | ♠     | 5 4     |   |            |
| ♥ | Q J         |       |         |   |            |
| ♦ | K 9 8 7 3 2 |       |         |   |            |
| ♣ | 7 3 2       |       |         |   |            |
| ♠ | 8 7 3 2     | NW ES | NW ES   | ♠ | Q J 10     |
| ♥ | A K 10 9    | NW ES | NW ES   | ♥ | 6 5 3 2    |
| ♦ | Q 10 6      | NW ES | NW ES   | ♦ | 5          |
| ♣ | 5 4         | NW ES | NW ES   | ♣ | Q J 10 8 6 |
|   |             | ♠     | A K 9 6 |   |            |
| ♥ | 8 7 4       |       |         |   |            |
| ♦ | A J 4       |       |         |   |            |
| ♣ | A K 9       |       |         |   |            |

Przykład gambitu – przeciwko 3BA rozgrywanego przez S, W wistuje królem i asem kier i po wyrobieniu się tego koloru zgrywa dwa ostatnie kiery i odchodzi czwórką pik którą rozgrywający bierze w ręce królem.  Jedyna szansa na zrealizowanie kontraktu to wzięcie wszystkich lew karowych i aby tak się mogło stać, kara muszą się dzielić 2-2 lub 3-1 z singletonem damą.  Rozgrywający gra asa karo, a następnie waleta w tym kolorze planując go przejąć królem w dziadku.  Na waleta karo W dodaje dziesiątkę.  Normalnym i prawidłowym zagraniem w tej sytuacji jest położenie damy, co uniemożliwia wygranie kontraktu, położenie dziesiątki teoretycznie daje rozgrywającemu szansę na wzięcie wszystkich kar, jeżeli przepuściłby on tę lewę w dziadku, ale zagranie 10 z D10x jest "niemożliwe" i żaden gracz "nigdy" nie zagrałby w taki sposób. Rozgrywający gra więc prawidłowo z dziadka króla i przegrywa kontrakt którego nigdy nie mógł wygrać przy normalnej obronie. Gambit obrońcy stworzył niemożliwą szansę wygrania 9 lew. Według teorii Grosvenora, rozgrywający będzie teraz zły na siebie (pomimo że zagrał prawidłowo), co w przypadku niektórych osób może negatywnie wpłynąć na ich koncentrację w następnych rozdaniach.